# Breidvikskjeret
Breidvikskjeret est une île norvégienne du comté de Hordaland appartenant administrativement à Austevoll.

## Description
Il s'agit d'un amas rocheux désertique à fleur d'eau qui s'étend, en trois parties sur environ 173 m de longueur pour une largeur approximative de 50 m. 